# Manga (kommun)
Manga är en kommun i Brasilien.   Den ligger i delstaten Minas Gerais, i den östra delen av landet, 400 km öster om huvudstaden Brasília. Antalet invånare är 19 846.
Följande samhällen finns i Manga:
- Manga

Omgivningarna runt Manga är huvudsakligen savann. Runt Manga är det glesbefolkat, med 17 invånare per kvadratkilometer.